# IVe corps (armée de l'Union)
Il y a deux corps d'armée de l'armée de l'Union appelée IVe corps pendant la guerre de Sécession. Ce sont des unités distinctes, l'une servant dans l'armée du Potomac et dans le département de la Virginie sur le théâtre oriental, 1862–1863, l'autre dans l'armée du Cumberland, sur le théâtre occidental, 1863-1865.

## IVe corps (théâtre oriental)
Le IVe corps de l'armée du Potomac est créé le 13 mars 1862, et est placé sous le commandement d'Erasmus D. Keyes, qui a commandé une brigade lors de la première bataille de Bull Run. Elle se compose initialement de trois divisions, sous les ordres de Darius N. Couch, Silas Casey, et William F. « Baldy » Smith. La division de Couch est transférée pour rejoindre le VIe corps pendant la campagne d'Antietam et reste avec lui pendant toute la durée de la guerre. Le pic en effectif du corps (au début de 1862) est de 37 000 hommes.
Le corps prend part à la campagne de la Péninsule de 1862 de George B. McClellan, jouant un rôle majeur en repoussant les attaques confédérées à Seven Pines et à Malvern Hill. Après la campagne, le IVe corps reste dans la péninsule, avec la division de Couch qui sera détachée plus tard. Le corps est attaché au département de la Virginie, sous les ordres de John A. Dix, et prend part (avec le VIIe corps) à des actions mineures de diversion contre Richmond au cours de la campagne de Gettysburg. Le corps est officiellement dissout le 1er août 1863. Les éléments du IVe corps sont ensuite absorbés par le XVIIIe corps.

### Historique des commandements
| Erasmus D. Keyes | 13 mars 1862 - août 1862  | Armée du Potomac XXe       |
| Erasmus D. Keyes | août 1862 - 1er août 1863 | Département de la Virginie |

## IVe corps (théâtre occidental)
Ce corps est créé le 10 octobre 1863, à partir des vestiges des  et XXIe corps, qui ont subi de lourdes pertes à Chickamauga. Il est d'abord commandé par Gordon Granger et ses commandants de division sont Philip Sheridan, Charles Cruft, et Thomas J. Wood. Il sert avec distinction dans la célèbre attaque non ordonnée sur Missionary Ridge à Chattanooga, et sert lors des campagnes de Knoxville et d'Atlanta. Lors de la campagne de Franklin-Nashville de John B. Hood, le général William T. Sherman laisse le IVe (et le XXIIIe corps), sous le commandement du général George H. Thomas, pour défendre le Tennessee, et le corps est fortement engagé lors des batailles de Spring Hill, de Franklin, et de Nashville. Lorsque la force que commande Thomas à Nashville est divisée, il reste au commandement du seul IVe corps et de la cavalerie sous le commandement de James H. Wilson et de George Stoneman. Le IVe corps reçoit l'ordre de bloquer les cols de montagne et d'empêcher une éventuelle retraite de l'armée de Lee dans les montagnes.
Les archives diffèrent quant à la poursuite de l'histoire du corps. Deux sources indiquent qu'il est désactivé le 1er août 1865. Selon un troisième rapport d'après la guerre, il est envoyé au Texas en tant que détachement de l'armée américaine pour persuader l'empereur des français Napoléon III de retirer ses troupes du Mexique, et n'est dissout qu'en décembre 1865.

### Historique des commandements
| Gordon Granger   | 10 octobre 1863 - 10 avril 1864     | Chattanooga et Knoxville |
| Oliver O. Howard | 10 avril 1864 - 27 juillet 1864     | à Atlanta                |
| David S. Stanley | 27 juillet 1864 - 1er décembre 1864 | blessé à Franklin        |
| Thomas J. Wood   | 1er décembre 1864 - 31 janvier 1865 | Nashville                |
| David S. Stanley | 31 janvier 1865 - 1er août 1865     |                          |